# Margraten
Margraten este o comună și o localitate în provincia Limburg, Țările de Jos.

## Localități componente
Banholt, Bemelen, Bergenhuizen, Bruisterbosch, Cadier en Keer, Eckelrade, Gasthuis, Groot-Welsden, Herkenrade, Honthem, Klein Welsden, Margraten, Mheer, Moerslag, Noorbeek, 't Rooth, Scheulder, Schey, Schilberg, Sint Antoniusbank, Sint Geertruid, Terhorst, Terlinden, Termaar, Ulvend, Wolfshuis